# Die Fee von Saint Ménard
Die Fee von Saint Ménard est un film allemand muet réalisé par Erik Lund, sorti en 1920. 

## Fiche technique
- Titre : Die Fee von Saint Ménard
- Réalisation : Erik Lund
- Scénario : Ruth Goetz
- Cinématographie : Curt Courant
- Direction artistique : Siegfried Wroblewsky
- Pays d'origine :  République de Weimar
- Sociétés de production : Ring Film
- Format : Noir et blanc - muet
- Dates de sortie : République de Weimar : 1920

## Distribution
- Margot Hermer
- Eva May
- Karl Platen
- Edwin Schäfer
- Marie von Buelow
- Leopold von Ledebur
- Kissa von Sievers